# Kramators'k
Kramators'k (in ucraino Краматорськ?; in russo Краматорск?, Kramatorsk) è una città ucraina di circa 147 000 abitanti dell'Oblast' di Donec'k, capoluogo dell'omonimo distretto. Ospita l'amministrazione della comunità territoriale di Kramators'k, una delle comunità territoriali dell'Ucraina.
Fino al 18 luglio 2020 Kramators'k costituiva una città di rilevanza regionale e non apparteneva a nessun distretto. Come parte della riforma amministrativa dell'Ucraina, che ridusse a otto il numero di distrettii dell'oblast' di Donec'k, la città fu integrata nel Distretto di Kramators'k
Nato come gruppo di piccoli villaggi intorno al XVIII secolo la data di fondazione è stata convenzionalmente fissata al 1868 con la realizzazione dell'omonima stazione ferroviaria. La città si sviluppò nel XIX secolo grazie alle industrie metalmeccanica e siderurgica. Durante la guerra del Donbass la città fu occupata brevemente dai separatisti filo-russi della Repubblica Popolare di Doneck, venendo poi riconquistata dalle Forze armate ucraine dopo un'aspra battaglia. Nell'ottobre 2014 Kramators'k è stata designata quale centro amministrativo dell'oblast' di Donec'k.
Kramators'k, grazie ai suoi giganteschi stabilimenti attivati durante l'Impero russo e l'Unione Sovietica, rimane un grande centro industriale di fondamentale importanza per l'economia dell'Ucraina, soprattutto per la produzione di macchinari pesanti per le costruzioni meccaniche e le attività minerarie.

## Geografia fisica
La città è situata nell'Ucraina orientale, nella regione storica della Sloboda Ucraina, ed è posta sulle rive del fiume Kazennyj Torec', affluente destro del Severskij Donec, presso la confluenza dei fiumi Bilev'ka e Bičok, su un terreno prevalentemente collinare.

## Origini del nome
L'etimologia del toponimo moderno non è stata del tutto chiarita. Si ritiene che possa essere il risultato dell'unione delle parole "kroma" (in ucraino крома?, ossia "frontiera" o "confine") e "tors'ka" (in ucraino торська?, in riferimento al vicino fiume Tor, attuale Kazennyj Torec') col probabile significato letterale di "confine attraverso il Tor"; nel corso del XIX secolo era infatti attestata la forma Kram na Torci (in ucraino Крам на Торці?).

## Storia

### Dalla preistoria all'età moderna
Secondo ritrovamenti archeologici l'area fu abitata almeno sin dal neolitico e la presenza umana sarebbe attestata almeno fino all'età del rame.
Nel 1767 il governatorato di Mosca concesse al conte F. Taranov un vasto appezzamento di terreno sul quale sorse il villaggio di Petrivka poi seguito da altri insediamenti quali: Abazovka, Ivanivka, Šabel'kivka e Štejgerovka. I territori furono inclusi nell'area del governatorato di Sloboda-Ucraina e poi del governatorato di Char'kov.

### Lo sviluppo della città nel XIX e XX secolo
Durante la realizzazione della ferrovia Kursk-Charkiv-Azov nel 1868 fu realizzata una piccola stazione ferroviaria a servizio dei villaggi di Biljans'ke e Petrivka; questo gli consentì di espandersi fino a riunirsi in un unico agglomerato.
Alla fine del XIX secolo a Kramators'k venne costruito, su iniziativa di due industriali tedeschi, una grande fabbrica metalmeccanica per la costruzione di macchinari da impiegare nelle attività minerarie del Donbass, la KMT (Краматорське металургійне товариство, "Kramators'ke metalurhijne tovarystvo", "Società metallurgica di Kramators'k") divenne la principale impresa regionale e favorì grandemente lo sviluppo della città come centro industriale. 

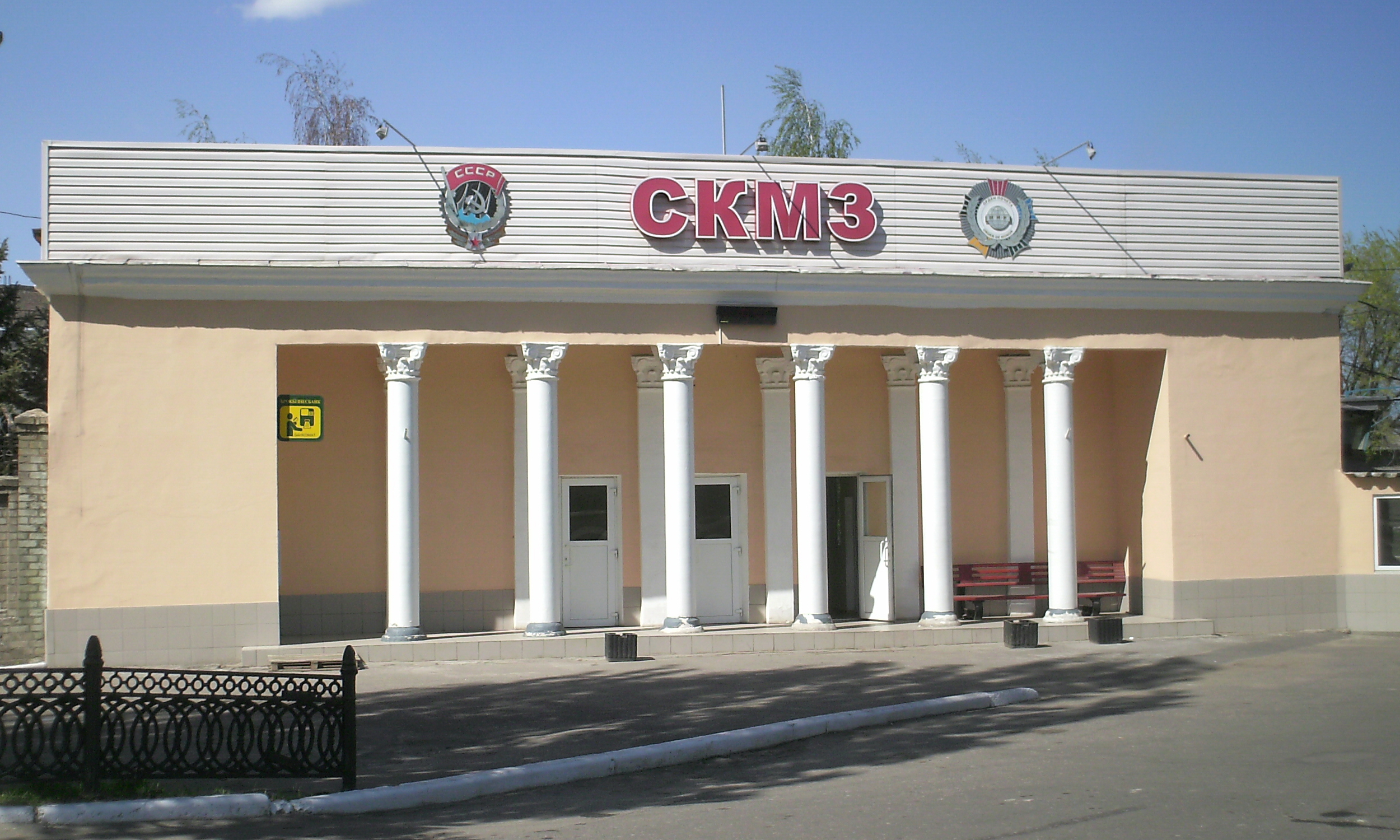
La sede centrale della Starokramators'kyj mašynobudivnyj zavod.

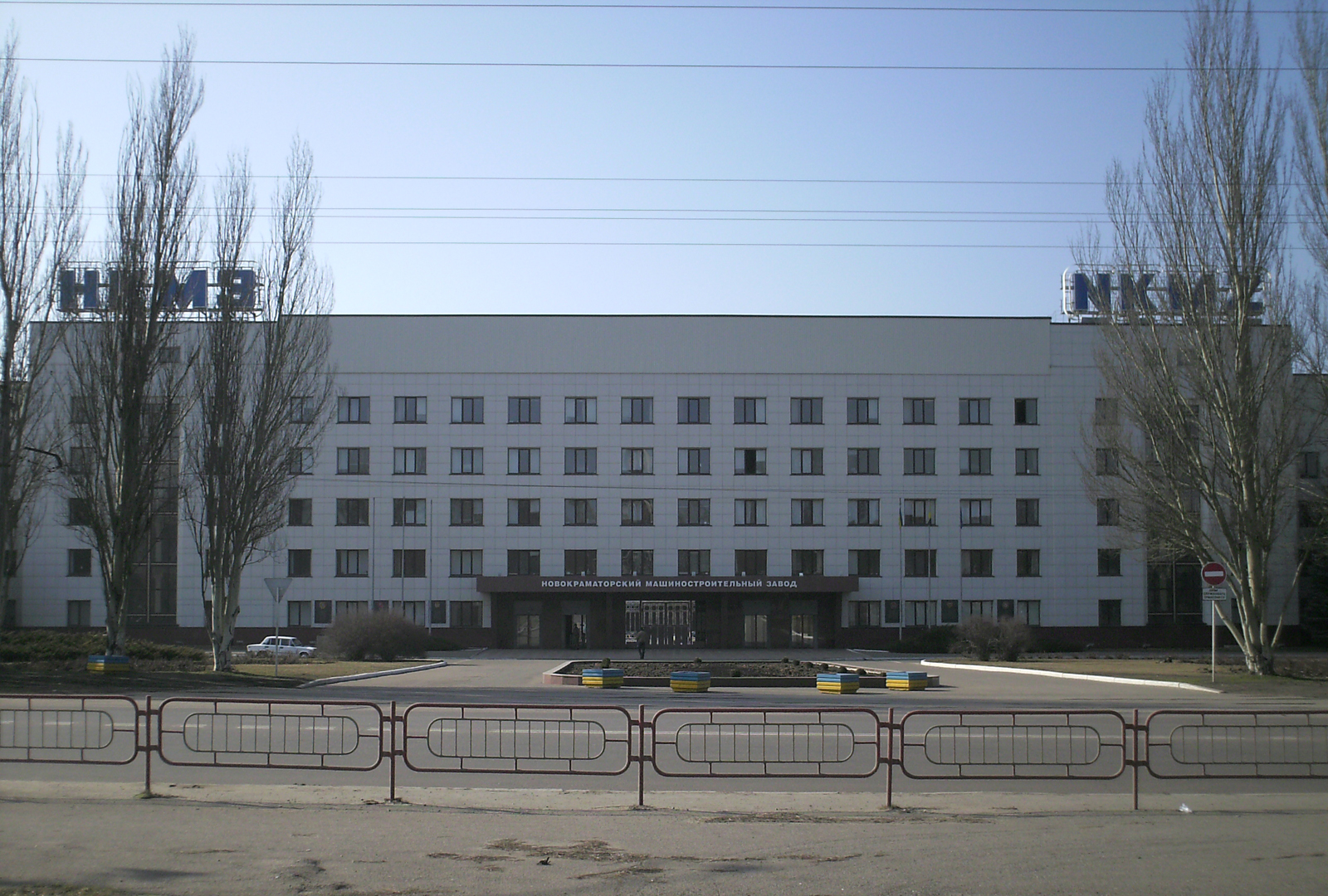
La sede centrale della Novokramators'kyj mašynobudivnyj zavod.

Con la rivoluzione russa in città fu istituito un comitato pubblico a maggioranza menscevica-socialista, ma le attività politiche furono fortemente rallentate dall'esondazione del fiume Tor nella primavera 1917. Nell'aprile 1918 fu conquistata dalla Repubblica Popolare Ucraina passando brevemente nell'area d'influenza del Secondo Etmanato di Pavlo Skoropads'kyj. L'atamano fu rovesciato già nel dicembre dello stesso anno e quindi l'insediamento tornò a far parte della RPU e dopo la sconfitta di quest'ultima nella guerra sovietico-ucraina passò alla Repubblica Socialista Sovietica Ucraina.
Sotto il governo sovietico l'insediamento ricevette il titolo di insediamento di tipo urbano nel 1926 e poi di città di subordinazione regionale nel 1932, venendo inclusa nel 1938 nell'oblast' di Donec'k. La dirigenza dell'Unione Sovietica decise di potenziare in modo decisivo l'industria pesante nel Donbass, e la città venne scelta per ospitare un grande impianto di costruzioni meccaniche che sarebbe stato affiancato alla vecchia KMT divenuta KGMMZ (Краматорського державного машинобудівного і металургійного завод, "Kramators'koho deržavnoho mašynobudivnoho i metalurhijnoho zavod", "Fabbrica metallurgica e di macchine di Kramators'k"); la vecchia fabbrica di epoca zarista prese il nome di SKMZ (Старокраматорський машинобудівний завод, "Starokramators'kyj mašynobudivnyj zavod"), mentre il nuovo gigantesco impianto divenne la NKMZ (Новокраматорський машинобудівний завод, "Novokramators'kyj mašynobudivnyj zavod") che ebbe un ruolo importantissimo nell'industrializzazione dei piani quinquennali prima e dopo la seconda guerra mondiale, rimanendo di fondamentale importanza anche per la produzione industriale della nuova Ucraina indipendente.

### Dalla seconda guerra mondiale alla guerra del Donbass

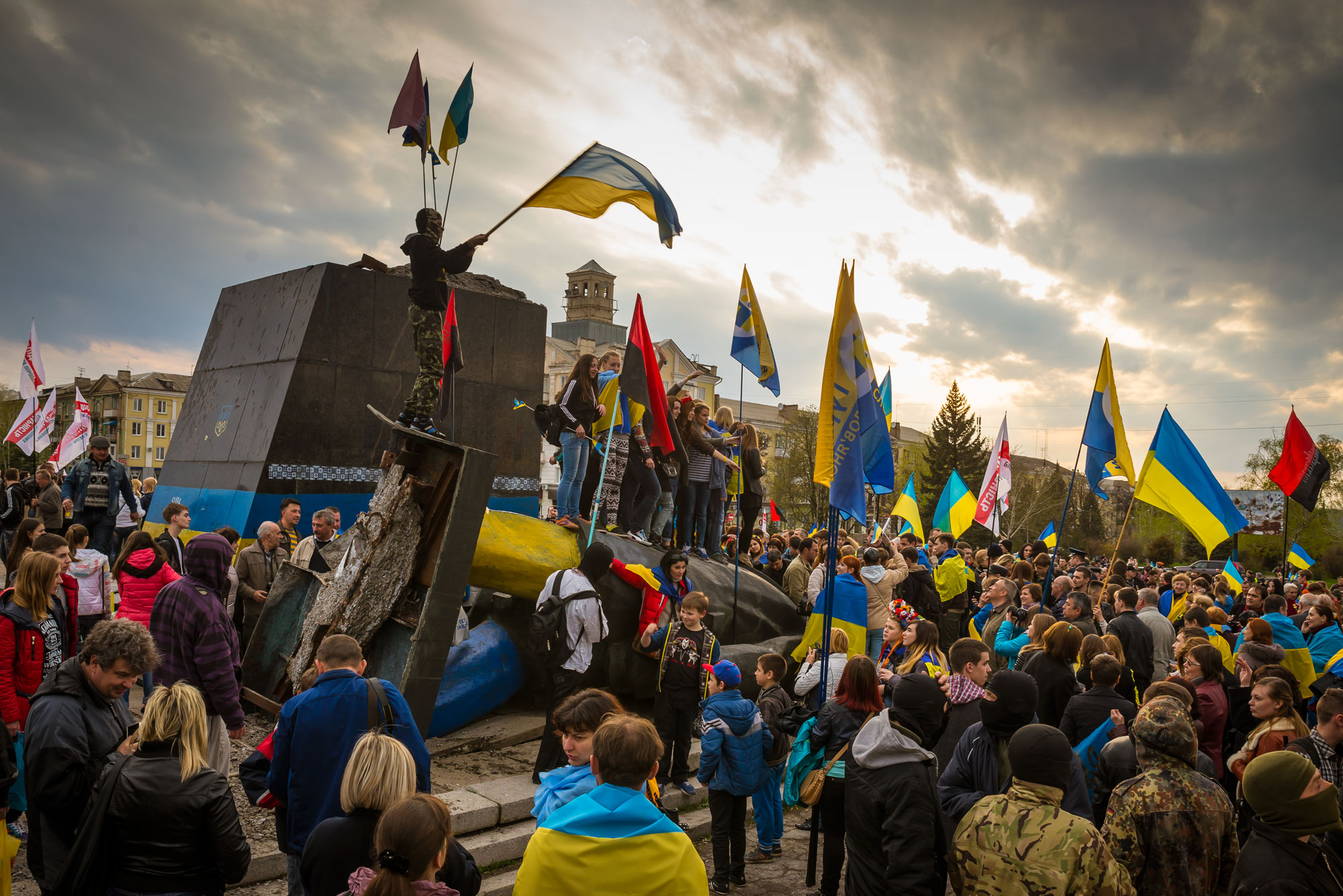
La demolizione del monumento dedicato a Lenin nell'aprile 2015.

Il 27 ottobre 1941 la città fu occupata dalle forze dell'Asse impegnate nell'operazione Barbarossa, venendo rioccupata dall'Armata Rossa una prima volta nel febbraio 1943 e infine il 6 settembre dello stesso anno durante l'offensiva del Donbass. Durante l'occupazione nazista fu eretto un Monumento alla libertà per celebrare la liberazione della città dai bolscevichi.
Nel 1989 fu scoperto che in un muro di un appartamento in città era impiantata una capsula contenente cesio-137, che rilasciava circa 1 800 Röntgen all'anno di raggi gamma; il fatto è conosciuto come incidente di Kramators'k.
Durante la guerra del Donbass il distaccamento locale della polizia e il municipio sono stati occupati dai separatisti filo-russi della Repubblica Popolare di Doneck, che hanno capitolato il 5 luglio 2014 dopo aspri scontri con le forze armate ucraine. In seguito alla riconquista della città, dall'11 ottobre 2014 Kramators'k è diventato capoluogo provvisorio dell'oblast' di Donec'k. Nel febbraio 2015 la città è stata bombardata da un MLRS pesante BM-30 Smerch stanziato presso l'aeroporto di Horlivka provocando 17 vittime, delle quali 8 civili, e 64 feriti. L'attacco è stato attribuito alle Forze armate della Federazione Russa. Nell'aprile dello stesso anno, per tutta risposta, è stato demolito un monumento dedicato a Lenin. In occasione del terzo anniversario dal bombardamento è stato eretto un monumento in memoria delle vittime.

## Infrastrutture e trasporti

### Ferrovie
La città è servita da una stazione ferroviaria che la collega ad altri centri dell'Ucraina tra cui Kiev, Odessa e Kostjantynivka.

### Mobilità urbana
La città ha avuto una rete tranviaria tra il 1937 e il 2017, mentre sono ancora attive la rete filoviaria e quella di autobus urbani, tutte gestite dall'azienda pubblica Kramators'ke tramvajno-trolejbusne upravlinnja (KTTU). È presente anche una stazione per gli autobus interurbani.